# Эберхард V Бородатый
Эберхард V Бородатый (нем. Eberhard V; 11 декабря 1445, Урах — 24 февраля 1496, Тюбинген) — граф Вюртемберг-Ураха в 1457—1482 годах, граф Вюртемберга в 1482—1495 годах, первый герцог Вюртемберга с 1495 года (в этом качестве именовался как Эберхард I), сын графа Людвига I Старшего.

## Биография

### Юность
С 1442 года Нюртингенским соглашением графство Вюртемберг было разделено на две линии. Линия Вюртемберг-Штутгарт со столицей в Штутгарте и линия Вюртемберг-Урах со столицей в Бад-Урах. Граф Эберхард V, будучи наследником линии Вюртемберг-Урах, унаследовал её после смерти старшего брата в подростковом возрасте. Опекуном являлся дворянин Рудольф фон Эхинген, бывший наставником молодого Людвига I. Воспитателем графа с 1450 года являлся учёный-гуманист Иоганн Науклер.
В 1468 году Эберхард отправился в Иерусалим, где стал кавалером ордена Гроба Господня. В знак этого он выбрал своим символом ладонь, а девизом — attempto (смею). По преданию, привёз с собой из Палестины ветку боярышника и вырастил из неё своё любимое дерево. Это предание пересказано Уландом в стихотворении «Боярышник графа Эберхарда» (1815), переложенном Жуковским на русский язык под названием «Старый рыцарь».

## Правление
Эберхард активно занимался внутренними делами своего графства, придерживаясь мирной политики. Основал в 1477 году Тюбингенский университет, куда пригласил Рейхлина, с которым был в дружбе, а в 1482 году взял его с собой в Италию.
Эберхард приказал изгнать из Вюртемберга всех евреев, параллельно пригласив в свои владения представителей религиозных движений Братство общей жизни и Новое благочестие, основавших церкви в Урахе, Деттингена-на-Эрмсе, Херренберге, Эйнзиделе около Тюбингена и Тахенхаусене. Уделяя внимание развитию монастырей и церквей, правитель поощрял развитие образования, хотя сам он не знал латыни.
После смерти в 1480 году своего дяди Ульриха V, владевшим Вюртемберг-Штутгартом, Эберхард 14 декабря 1482 года заключил договор в Мюнзингене, с помощью которого удалось добиться воссоединения Вюртемберг-Ураха и Вюртемберг-Штутгарта. Столица была перенесена в город Штутгарт, и в этом году римский папа Сикст IV наградил государя золотой розой.
С 1488 года был главой Швабского союза, активно поддерживал императора Максимилиана I. В 1492 году Эберхард получил из рук императора Священной римской империи Максимилиана I орден Золотого руна. В 1495 году после пресечения династии, получил от императора герцогство Тек. 
21 июля 1495 года граф Эберхард V был провозглашён герцогом Вюртемберга Максимилианом I на Вормсском съезде. В то время носитель этого титула в аспекте суверенитета уступал только курфюрсту.

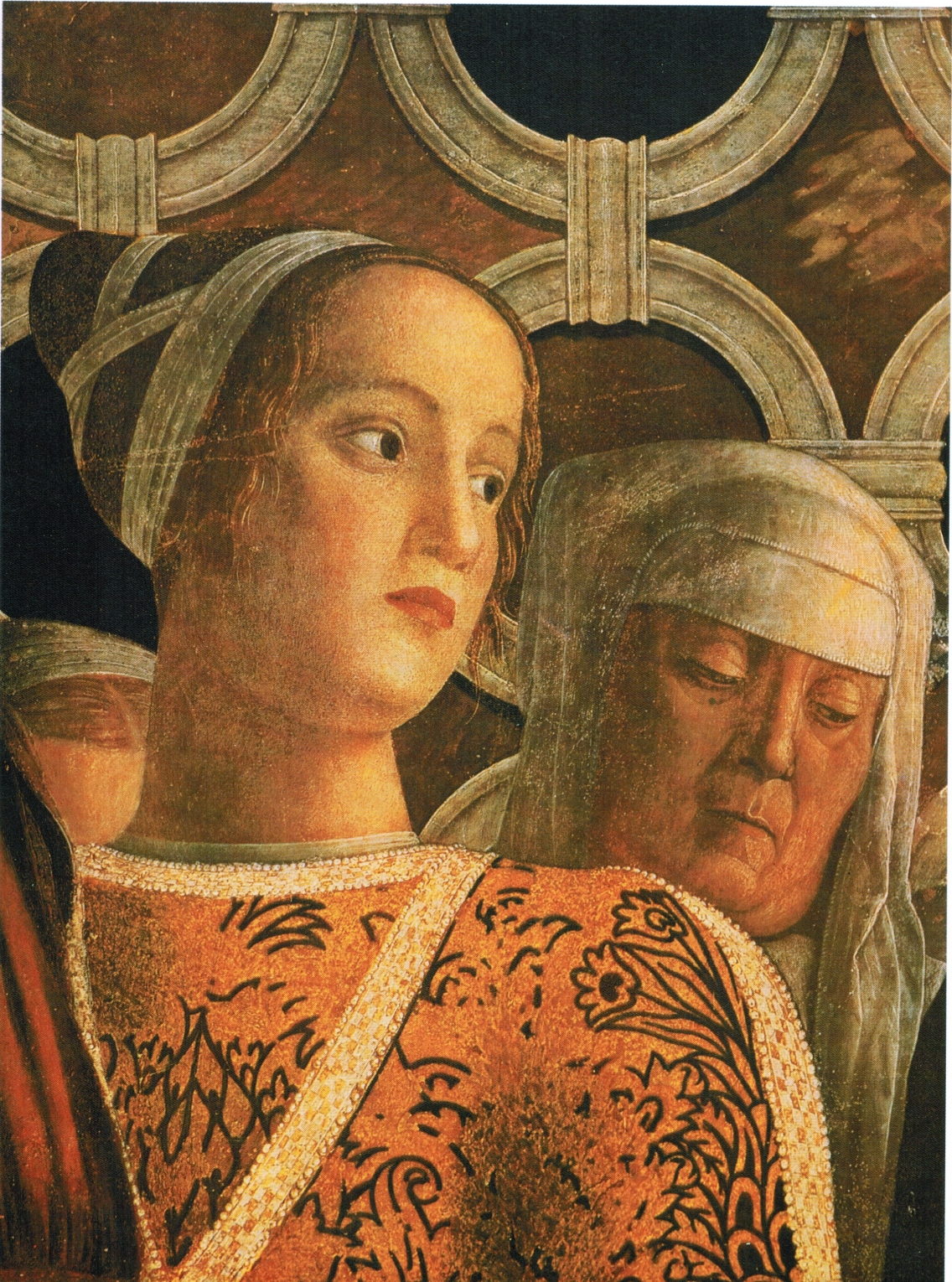
Барбара Гонзага

## Личная жизнь
В Урахе 12 апреля (или 4 июля) 1474 года Эберхард женился на Барбаре Гонзага, дочери Лудовико III Гонзаги, маркиза Мантуанского, и его супруги Барбары Бранденбургской. В браке появилась дочь Барбара, родившаяся в Урахе 2 августа 1475 года и умершая 15 октября.
После его смерти остались только незаконнорождённые дети.